# Tephritis neesii
Tephritis neesii
 es una especie de insecto díptero que Johann Wilhelm Meigen describió científicamente por primera vez en el año 1830.
Esta especie pertenece al género Tephritis de la familia Tephritidae.